# Антрахінон
Антрахіно́н C14H8O2 — ароматичний дикетон; жовті ромбічні кристали,
t° плав. 286 °C,
t° кип. 379—381 °C
У промисловості антрахінон одержують з антрацену, окислюючи його двохромовокислим натрієм і сірчаною кислотою або киснем повітря над ванадієвим каталізатором при температурі 400—500 °C.
Антрахінон утворює два ряди однозаміщених похідних у положеннях а і р. З похідних антрахінону промислове значення мають оксі-, аміно- та хлороантрахінони, які використовуються для виготовлення антрахінонових барвників. Похідні антрахінону поширені в природі як пігменти рослин (марена, щавель, крушина тощо).